# Интервью (фильм, 1987)
«Интервью» (итал. Intervista) — кинофильм Федерико Феллини, снятый в 1987 году.

## Сюжет
Японские журналисты берут интервью у режиссёра, снимающего новый фильм — экранизацию собственной биографии. Интервью берётся в том же месте, где сам режиссёр в юности брал интервью у кинозвезды 1930-х годов.

## В ролях
- Серджо Рубини — репортёр / в роли самого себя
- Антонелла Понциани — Антонелла
- Маурицио Майн — в роли самого себя
- Паола Лигуори — звезда довоенного кино
- Лара Вендель — невеста
- Надя Оттавиани — весталка
- Марчелло Мастроянни — в роли самого себя
- Анита Экберг — в роли самой себя
- Федерико Феллини — в роли самого себя

## Награды и номинации
- Гран-При МКФ в Москве 1987 года
- В 1987 году фильм получил юбилейную премию в честь 40-й годовщины Каннского кинофестиваля
- В 1988 году фильм был номинирован на премию «Сезар» в категории «Лучший зарубежный фильм»

## Интересные факты
- В фильме «Интервью» Марчелло Мастроянни, Анита Экберг, Маурицио Майн и Федерико Феллини играют самих себя.
- В фильме идут отсылки к ранним произведениям Феллини, например, Марчелло Мастроянни и Анита Экберг смотрят фрагменты из фильма «Сладкая жизнь».